# Giovanna Salvia
Giovanna Salvia (1966) è un'ex cestista italiana.
Ha giocato in Serie A1 con Frecce Azzurre e Verga Palermo. Ha vestito la maglia della selezione siciliana Under 16 al Trofeo delle Regioni Decio Scuri 1982.